# منع الوصول/حرمان الحركة

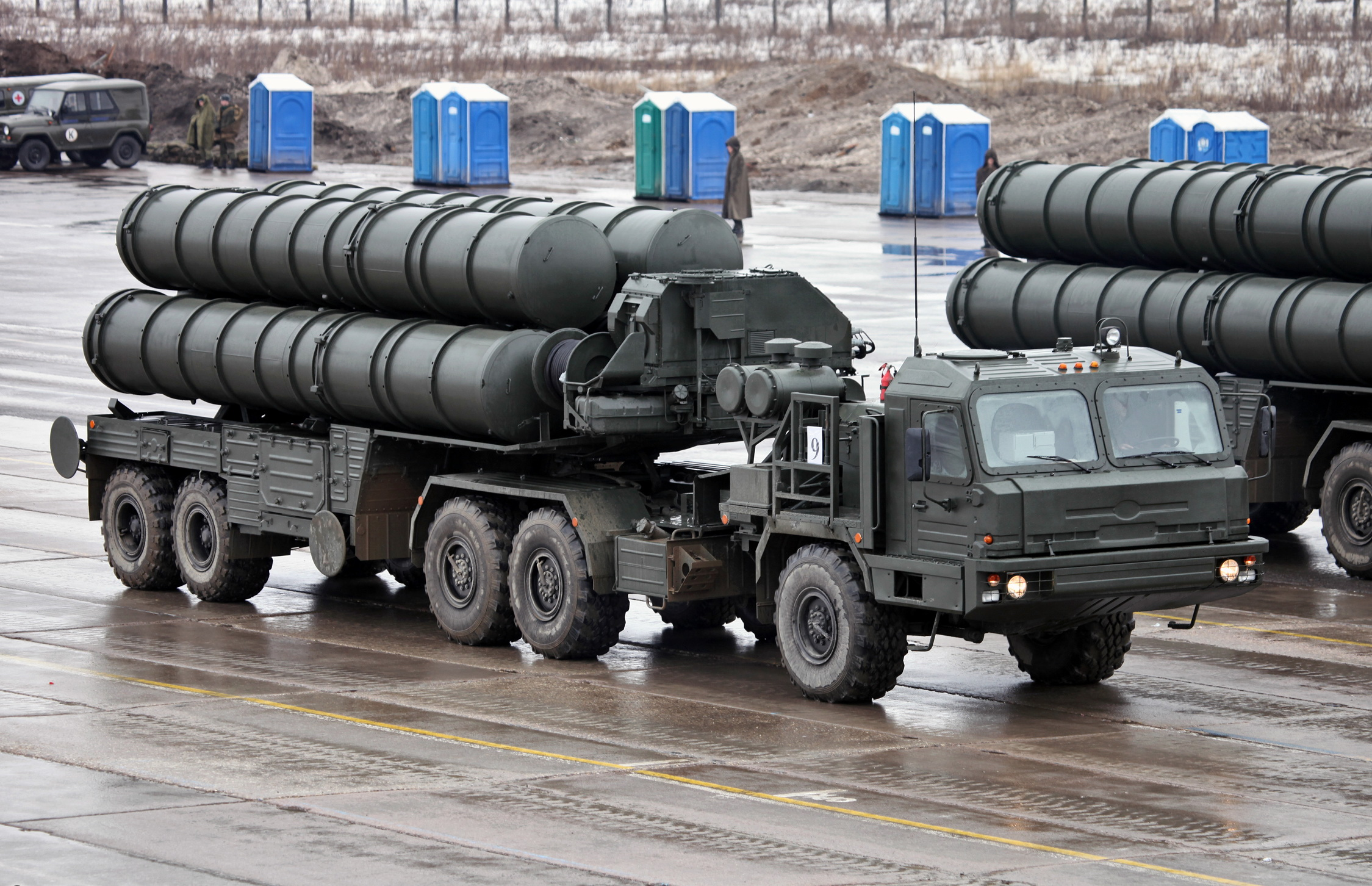
نظام الدفاع الجوي إس-400 يُعد أحد أصول A2/AD التي تُستخدم للمنع من الوصول والحرمان من الحركة.

المنع من الوصول/الحرمان من الحركة (بالإنجليزية: Anti-access/area denial أو اختصارًا A2/AD) هي استراتيجية عسكرية تهدف إلى فرض السيطرة على إمكانية الوصول إلى منطقة عمليات معينة، وكذلك التحكم في حركة القوات ضمنها.
في تعريف مبكر، يُقصد بـ"المنع من الوصول" (A2) تلك الإجراءات والقدرات — وغالبًا ما تكون بعيدة المدى — المصممة لمنع قوة معادية من دخول ساحة العمليات. أما "الحرمان من الحركة" (AD) فيشير إلى الإجراءات والقدرات — وغالبًا ما تكون قصيرة المدى — التي تهدف إلى تقييد حرية تحرك العدو داخل منطقة العمليات.
وباختصار، فإن المنع من الوصول (A2) يعوق الحركة نحو ساحة المعركة، بينما يقيّد الحرمان من الحركة (AD) القدرة على المناورة داخلها.
غالبًا ما يُستخدم مصطلح A2/AD للإشارة إلى الاستراتيجية التي يعتمدها الطرف الأضعف دفاعيًا في مواجهة قوة متفوقة عسكريًا، على الرغم من أن الطرف الأقوى قد يستخدمه أيضًا في بعض الحالات.

## نظرة عامة
قالب:Globalise section

### الولايات المتحدة
تُعدّ استراتيجية "المنع من الوصول/الحرمان من الحركة" (A2/AD) مصدر قلق كبير في السياسات الدفاعية الأمريكية، إذ يُنظر إليها كسلاحٍ دفاعي محتمل تستخدمه قوى أضعف ضد القوات المسلحة الأمريكية. وتُقدّر وزارة الدفاع الأمريكية أن تبنّي الخصوم لاستراتيجيات المنع والحرمان"A2/AD "قد يكون التحدي العملياتي الأكثر صعوبة الذي ستواجهه القوات الأمريكية خلال العقود القادمة".
طوّرت وزارة الدفاع الأمريكية ما يُعرف بـ"مفهوم المعركة الجوية–البحرية المشتركة" (Air-Sea Battle Concept)، كوسيلة لهزيمة الخصوم عبر طيف العمليات العسكرية، بما في ذلك أولئك الذين يمتلكون قدرات متقدمة في مجال المنع من الوصول/الحرمان من الحركة.

وقد علّق جون ريتشاردسون، قائد العمليات البحرية الأمريكية، على غموض المصطلح المنع من الوصول/الحرمان من الحركة، قائلًا:

### الصين
تنتهج جمهورية الصين الشعبية استراتيجية متعددة الأبعاد في المنع من الوصول/الحرمان من الحركة، تهدف إلى إبعاد أو ردع أكبر عدد ممكن من الخصوم عن العمل داخل المياه التي تدّعي الصين أنها ضمن سيادتها، وذلك بحسب ما تُعرف بـخط الخطوط التسع في بحر الصين الجنوبي.
وقد كان الدافع الأول لتبنّي هذه الاستراتيجية هو انتشار مجموعتي حاملات طائرات أمريكيتين في المنطقة عام 1995، ردًا على تجارب وتدريبات عسكرية صينية مرتبطة باحتمال غزو تايوان، وهي تحركات لم تُقابل بردّ فعلي من البحرية الصينية حينها.
يرتكز التركيز الأساسي للاستراتيجية الصينية على "الحرمان البحري" عبر منظومات الصواريخ (انظر الفقرة الخاصة بالبحر)، لكنها تشمل كذلك الغواصات والطائرات الهجومية.
ورغم أن القدرات الصينية لا تكفي حاليًا لإقصاء القوات اليابانية أو الأمريكية كليًا من بحر الصين الجنوبي، إلا أنها كافية لإلحاق خسائر جسيمة بها في حال اندلاع حرب من أجل السيطرة على تايوان.

## البحر

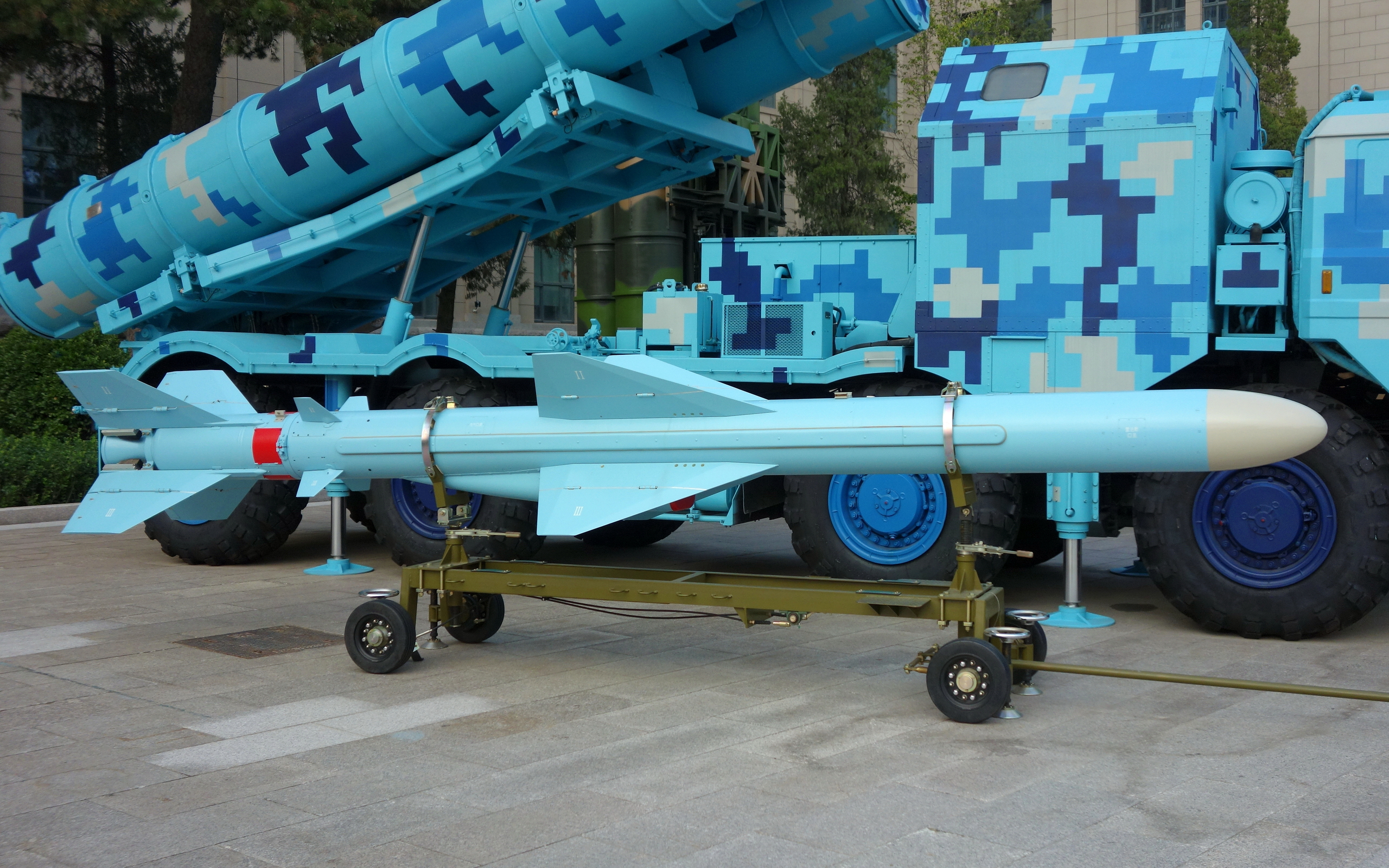
صاروخ KD-88 المضاد للسفن ضمن منظومة الأسلحة الصينية في إطار A2/AD.

لقد استُخدم مفهوم A2/AD في المجال البحري منذ أمد بعيد تحت مسميات أخرى مثل السيطرة على البحار والتحكّم بخطوط الاتصال البحرية. وتعتمد استراتيجيات المنع والحرمان البحرية غالبًا على المزايا الجغرافية التي تحدّ من الوصول، مثل نقاط الاختناق البحرية أو المياه المحيطة بالجزر. ويُعدّ الحصار البحري مثالًا تقليديًا على عمليات المنع من الوصول في السياق البحري.
أما في العصر الحديث، فتمثّل الصواريخ المضادة للسفن وسيلة فعّالة لردع الخصوم المحتملين من شنّ هجمات بحرية. وقد طوّرت كل من الصين، وروسيا، وكوريا الشمالية، وسوريا، وإيران، أو استوردت مثل هذه الأسلحة ضمن جهود لبناء استراتيجية منع وحرمان حديثة، تهدف إلى مواجهة إسقاط القوة الأمريكية من البحار المجاورة.
وضعت الولايات المتحدة عقيدة المعركة الجوية–البحرية (AirSea Battle). وتشمل وسائل الحرمان من الحركة في السياق الاستراتيجي: حاملات الطائرات، والغواصات، والصواريخ المضادة للطائرات، والصواريخ الباليستية، والصواريخ المجنّحة، والحرب الإلكترونية، والطائرات الاعتراضية.
وفي المناطق الساحلية، يمكن توظيف الألغام البحرية، والغواصات الساحلية، وزوارق الهجوم السريع. كما تشمل وسائل الحرمان الأخرى: الصواريخ المجنّحة، والطائرات الضاربة بعيدة المدى، والمدفعية الساحلية.
وقد صيغ مصطلح المنع والحرمان سنة 2003، لوصف التهديدات التي تفرضها منظومات الصواريخ بعيدة المدى، والذخائر الدقيقة، وتقنيات الأقمار الاصطناعية، والتي تجعل من العمليات العسكرية في المناطق الساحلية تحديًا حقيقًا للقوات البحرية الحديثة.

## البر
يتضمن التهديد الذي يواجهه الجيش المهاجم في مجال منع الوصول " الصواريخ الباليستية المسرحية ، والصواريخ المجنحة، والصواريخ بعيدة المدى والمدفعية، وأسلحة الدمار الشامل وغيرها من الوسائل غير التقليدية، والعمليات المعلوماتية". غالبًا ما تستفيد استراتيجيات منع الوصول وحرمان الحركة على الأرض من الميزات الجغرافية الطبيعية أو الجسور التي يمكنها دعم عمليات منع الوصول. تؤدي عمليات حرمان الحركة في المنطقة البرية إلى تدهور قدرة الخصم باستخدام تقنيات مثل إطلاق النيران المزعجة والخداع وتكتيكات حرب العصابات التي تتجنب المواجهة المباشرة. تتضمن تقنيات منع الوصول إلى المناطق البرية أيضًا الضربات المدفعية والصواريخ والقذائف وحقول الألغام والعوامل الكيميائية والبيولوجية والإشعاعية والنووية .

## الجو
منطقة حظر الطيران هي استراتيجية منع وصول وحرمان حركة في الجو، وتمنع الوصول إلى جزء من المجال الجوي. يمكن دعمهما بصواريخ أرض جو مثل S-300 وS-400 . إن التهديد الذي تشكله الصواريخ الباليستية والصواريخ الموجهة على القواعد الجوية الأمامية قد يفرض أيضًا قيودًا على الوصول.

## الفضاء الإلكتروني
تشكل الهجمات في الفضاء الإلكتروني جزءًا مهمًا بشكل متزايد. تعمل العمليات السيبرانية التكتيكية على منع الوصول إلى موارد محددة، في حين تعمل الاستراتيجية منها على منع الوصول إلى الفضاء الإلكتروني نفسه.